# 昭奚恤
昭奚恤（？—？），羋姓，昭氏，战国时期楚国人，一说即昭鱼。
楚宣王封他到江（今河南正阳县），所以称为江君奚恤。为令尹，历经楚宣王、楚威王、楚怀王。名声振于中原。前353年，魏国攻打赵国邯郸，赵国求援于楚国，建议帮助魏国，昭奚恤不听。昭奚恤和江乙不和，江乙对楚王说狐假虎威之事，以狐暗喻昭奚恤。